# 픽업 (악기)

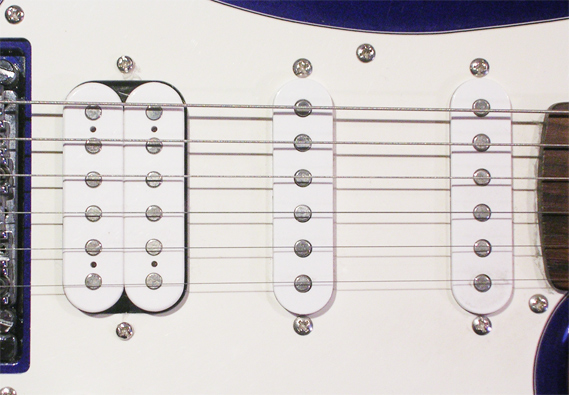

픽업(pickup)은 전기기타, 전기 베이스 기타, 전기 바이올린 등 주로 현악기의 기계적인 진동을 포착해서 전기적인 신호로 변환해 주는 트랜스듀서 (transducer)의 역할을 한다. 이렇게 전기적인 신호로 바꾼 후에 증폭 (amplify) 하거나 녹음 (record) 할 수 있다.

## 매그네틱 픽업
매그네틱 픽업의 구조는 다음과 같다. AlNiCo (알니코. 알루미넘-니켈-코발트의 조합)와 같은 영구자석을 에나멜 피복을 입힌 가는 구리선으로 수천 번 정도 감는다 (코일 coil). 이 픽업은 주로 악기의 몸통에 장착되지만 브릿지, 넥 혹은 픽가드 (아치탑 (archtop) 재즈 기타의 경우) 등에 장착하기도 한다. 약한 자석 (soft magnetic) 성질을 지닌 스트링의 진동이 코일 주변에 자기장 진동(magnetic flux)을 만들면 코일의 전선에 교류 (alternating current)가 발생하게 된다. 이 신호를 케이블을 통해 앰프나 녹음기로 보낼 수 있다. 어떤 경우에는 케이블로 보내기 전에 신호를 미리 증폭시키기도 하는데 이를 프리앰프 (preamplifier)라고 부른다. 일반적으로 픽업은 자성 회로 (magnetic circuit)라는 개념으로 설명한다. 자성 회로론에서는, 영구 자석으로 구성된 회로에서 스트링의 움직임이 자성 저항 (magnetic reluctance)를 변화시키는 것으로 설명한다.

### 출력
픽업의 출력 전압 (voltage)은 대략 100 mV rms (root mean square)이고 고출력인 경우1 V rms를 넘기도 한다. 고출력 픽업은 강한 자석을 사용해 플럭스 (flux. 흐름)를 높임으로 높은 출력을 얻는다. 이런 방식은, 강한 자석이 줄을 잡아 당겨 인토네이션을 부정확하게 하고 스트링의 진동을 막아서 서스테인이 줄어들게 하는 등의 역할을 함으로써 결과적으로 음질에는 해로울 수 있다. 또 다른 고출력 방식은 감은 코일의 회전수를 늘여서 스트링이 움직일 때 발생하는 전압을 올리는 것이다.이 방법은 픽업의 저항과 임피던스 (resistance/impedance)를 높이게 되는데, 픽업이 버퍼 앰프나 DI (Direct Input Box) 등으로 격리되지 않는다면 높은 주파수의 소리에 영향을 미칠 수 있다.

### 픽업 음색
전선을 근접거리에서 감게 되면 자체 커패시턴스(capacitance 용량)가 생기게 되고, 이것이 다른 케이블의 커패시턴스와 합쳐지면 감은 전선의 인덕턴스 (inductance)로 인한 진동을 하게 된다. 이 공진현상 (resonance)은 특정 주파수를 강조하게 되어 픽업의 고유한 음색을 형성하게 된다. 전선의 회전수가 높을 수록 출력 전압은 높아지지만 공진 주파수는 낮아지게 된다. 피에조 픽업이나 광픽업과 비교할 때 자석픽업 형태의 트랜스듀서의 주파수 반응이 비직선형인 근본적인 이유는 바로 이 인덕션 (induction. 흡수)에 의한 임피던스 때문이다. 일부는 직선형 트랜스듀서에 비해 이 비직선 형태의 음색이 미학적으로 더 우수하다고 여기기 때문에 선호되기도 한다.
외부적인 부하(load)는 보통 (1) 저항 (resistance) - a. 볼륨과 톤을 조절하는 포텐시아미터 (potentiometer. 조절가능한 저항) 및 b. 앰프의 인풋과 접지점 사이의 저항값 - 과 (2) 커패시턴스 (capacitance) – 기타 케이블의 신호선과 케이블 외벽 (shield) 사이 – 로 구성이 되어 있다. 케이블의 커패시턴스도 큰 영향을 미치게 되므로 무시할 수 없다. 비활성 (passive) 요소로 이루어진 진동 감쇄 (damping) 요인들은 2차적인 저주파 통과 필터 (low pass filter) 기능을 수행한다. 픽업은 메가옴 (mega ohm) 단위의 상대적으로 높은 임피던스의 부하를 상대하게 되어 있는데, 만약에 낮은 임피던스의 부하를 드라이브해야 한다면 고주파 대역의 손실이 발생하게 된다.

### 험버커

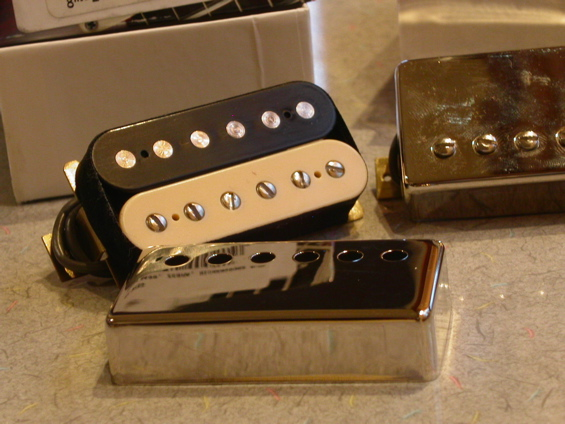

PRS사의 드래곤 험버커 (Dragon Humbucker)
싱글 코일 픽업의 단점 중의 하나는 신호음을 취할 때 메인스 험 (mains hum. 주요 잡음) 이라고 불리는 가옥 전류의 주파수 (60 헐츠 혹은 50 헐츠) 또한 받아 들이게 된다는 것이다. 이 주파수는 교류 전력에 필수로 사용되며 보통 약간의 하모닉 주파수도 포함된다. 메인스 험으로 인한 자기류 (magnetic flux) 변화는 픽업의 전선에 연결이 되어 트랜스포머 (transformer. 콘덴서와도 비슷) 형태로 전압을 유도생산한다.
이 문제를 극복하기 위해 험버킹 (humbucking) 픽업이 개발이 되었다. 깁슨사의 세스 러버 (Seth Lover) 와 그레치사의 레이 벗츠가 동시에 개발을 하였는데 누가 먼저 발명을 하였는지는 논란의 여지가 있으나 세스 러버가 특허를 받게 되었다. (미국 특허 U.S. Patent 2,896,491 ). 본질적으로는 두 명이 같은 개념의 발명을 했다고 볼 수 있다.
험버킹 픽업은 기본 픽업 두 개를 연결한 모습인데 이때 코일의 방향을 서로 반대 방향으로 감는 것이 키 포인트이다. 자석은 두 코일의 중앙에 위치하며 이는 두 코일들이 모두 자극(magnetic polarity)의 장(field)에 포함될 수 있도록 하는 것이다. 전원 트랜스포머에 상존하는 잡음 (험. Hum), 라디오 전파나 다른 전자파 잡음은 험버킹 픽업에 공통적으로 적용되는 잡음이어서 각각의 코일에 동일한 강도의 전류를 유발시킨다. 코일들이 “벅(buck. 꺾임)” 되는 방향으로 연결되어 있는 까닭에 이렇게 발생하는 전류는 상호 상쇄되는 효과를 갖는다. 동시에 자기장이 반대 극성으로 배열되어 있기 때문에 스트링의 진동으로 발생하는 신호는 서로 더해지게 되어 출력은 두 배가 된다
이 방식의 부수 효과는, 직렬로 연결된 픽업의 인덕턴스를 증가시켜 공진 주파수를 낮추고 고주파 음을 줄임으로써 싱글 코일 픽업이 각각 내어 줄 수 있는 소리보다 더 두껍고, 덜 날카로운 소리를 내게 된다는 것이다. 두 번째 부수 효과는 직렬 연결된 픽업의 출력이 더 높아짐으로써 초창기의 앰프 입력 기대치를 초과하는 ‘오버드라이브’가 흔히 발생할 수 있다는 것이다. 이런 점들이 험버커 음색의 기본 설명이라 할 수 있다.
코일을 벅 병렬 (buck parallel) 로 연결하는 방법도 가능하다. 공통되는 험 잡음은 상쇄되고 동시에 스트링의 신호음은 합산된다. 이 경우는 커패시턴스는 2배가 되고 인덕턴스는 반감된다. 커패시턴스 증가는 공진주파수를 높이고 인덕턴스 감소는 공진주파수를 낮추는 효과가 있으므로 공진주파수는 결과적으로 변화가 없게 된다. 기타연주자들이 험버커의 특색있는 음색을 더 선호하게 되는 바람에 병렬식 픽업 연결은 드물다. 고급형 재즈기타의 경우 이런 병렬식 험버커 픽업은 출력기의 임피던스를 낮추어 케이블의 커패시턴스와 결합하게 되어 고주파 음역의 감쇄가 줄어들게 만듦으로써 훨씬 더 깨끗한 음질을 얻을 수 있다.
옆으로 나란히 붙어 있는 험버킹 픽업의 형태는 싱글 코일 픽업의 경우보다 더 넓은 스트링 부위의 진동을 감지할 수 있게 한다. (더 넓은 개공(開孔. 애퍼처 aperture) 이 있다고 표현하기도 한다.) 이 점 또한 음색에 영향을 준다. 더 넓은 영역의 스트링을 볼 수 있을 때 픽업은 더 낮은 음역의 하모닉을 취할 수 있고 이는 더 두터운 음색으로 나타난다. 상하로 얹은 스택형 험버커 (stacked humbucker)의 경우 싱글 코일 정도의 애퍼처만을 지니고 있고 픽업되는 소리 또한 싱글 코일에 더 가깝게 된다.

### 제작
레일 픽업 (rail) 과 립스틱 픽업 (lipstick)의 경우를 제외하고는 대부분의 픽업들은 스트링 하나 당 1개 내지 2개의 자석 기둥 (magnetic polepieces 폴 피스)를 갖고 있다. 이 자석 기둥은 줄 간격과 꼭 맞아야 하며, 그렇지 않은 경우 스트링 진동의 일부만을 감지하게 되어 출력에 영향을 주게 된다. 펜더 프레시젼 베이스에 사용되는 P 스타일의 픽업의 경우엔 예외적으로 자석기둥들이 각 줄의 좌우에 위치하게 되어 있다.
스트링간의 간격은 기타마다 조금씩 다르다. 줄간격은 너트에서 최소이고 브릿지에서 최대인데 이 때문에 브릿지, 넥, 중간 픽업의 자석 기둥의 간격은 조금씩 달라야 한다.
픽업 사이즈와 스트링 간격에 관해서는 몇 가지의 표준이 생겨 있다. 간격은 1번 막대와 6번 막대의 거리로 재기도 하고 ("E-to-E" spacing), 혹은 인접한 막대의 중앙간의 거리로 재기도 한다.
|                                                                                       | 1번에서 6번 인접 | 인접           |
| ------------------------------------------------------------------------------------- | ---------------- | -------------- |
| 표준 간격 (초창기 깁슨 기타)                                                          | 1.90" 48 mm      | 0.380" 9.6 mm  |
| F-간격 (대부분의 펜더 모델, 깁슨 모던형, 플로이드 로즈 브릿지 (Floyd Rose bridges)    | 2.01" 51 mm      | 0.402" 10.2 mm |
| 브릿지 접촉형, 추가 픽업 (롤랜드 기타 신스 헥스 픽업 Roland guitar synth hex pickups) | 2.060" 52.3 mm   | 0.412" 10.5 mm |
| 텔레캐스터 간격 (Fender Telecaster guitars)                                           | 2.165" 55 mm     | 0.433" 11 mm   |

### 표기법
전기기타는 대부분 두 개 이상의 픽업이 달려 있다. 싱글 코일 픽업은 S로 표시하고 험버커는 H로 표시하며 넥에서 브릿지 방향으로 나열한다. 많이 사용되는 픽업의 조합은 다음과 같다.
| S-S (펜더 텔레캐스터 Fender Telecaster)                                                         |
| S-S-S (펜더 스트래토캐스터 Fender Stratocaster)                                                 |
| H-H (깁슨 레스 폴, 펜더 더블 팻 스트래토캐스터 Gibson Les Paul, Fender Double Fat Stratocaster) |
| S-S-H (펜더 팻 스트래토캐스터 Fender Fat Stratocaster)                                          |
| H-S-H (수퍼 스트랫 Superstrats)                                                                 |

비교적 드문 픽업 조합은:
- S (펜더 에스콰이어 Fender Esquire, 깁슨 레스폴 주니어 Gibson Les Paul Junior, 깁슨 멜로디 메이커 Gibson Melody Maker, 약간의 텔레캐스터 기종들)
- H (깁슨 ES-165 허브 엘리스 Herb Ellis 혹은 유사한 할로우 바디 기타들; 크레이머 바레타 Kramer Baretta 등의 최소한의 사양을 지닌 록 기타들)
- S-H (해머 캘리포니언 딜럭스 Hamer Californian Deluxe, 레스폴 Les Paul BFG, 초보자를 위한 스콰이어 ’51 Squier '51)

특수한 모델에만 장착된 드문 조합의 경우:
- H-H-H (깁슨 레스폴 골드 탑 Gold Tops 및 커스톰, Gibson SG-3, Gibson ES-5 Switchmaster)
- H-S-S-H (뮤직 맨 스티브 모스 시그니쳐 Music Man Steve Morse Signature)
- S-H-H (ESP 스티븐 카펜터 Stephen Carpenter 모델, 얼렘빅 제리 가시아 Alembic Jerry Garcia 모델)

## 피에조일렉트릭 (압전) 픽업

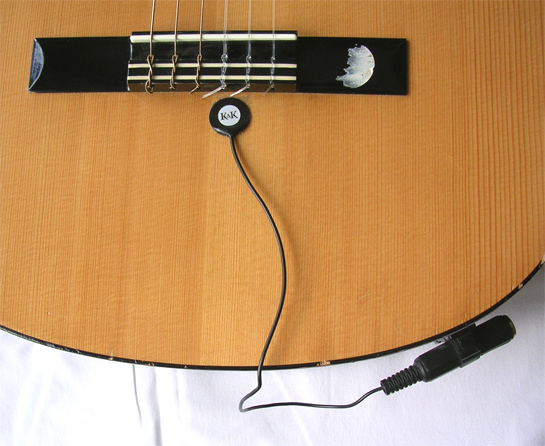

어쿠스틱 기타에 장착된 피에조일렉트릭 픽업.
최근 들어 어쿠스틱 기타 뿐 아니라 일렉 기타와 베이스에서도 피에조일렉트릭 (압전) 픽업을 장착하는 경우가 많아졌다. 피에조 픽업의 소리는 매그네틱 픽업과는 매우 다르며 자기장의 영향을 입는 전원의 험이나 모니터의 피드백을 잘 받아 들이지 않아 깨끗한 신호음을 얻을 수 있는 장점도 있다. 매그네틱 픽업에 추가로 장착된 경우 두 픽업을 번갈아 사용하거나 섞어서 사용할 수 있는 장점을 제공한다.
전통적으로 생음을 사용하는 첼로, 바이올린, 더블 베이스와 같은 악기들은 모두 피에조 픽업을 사용한다. 이 경우 진동이 가장 극대화 되는 지점인 브릿지에 픽업을 장착하는 것이 일반적인다. 하지만 여러 개의 픽업을 다른 장소에 장착하여 악기의 원음에 충실한 음을 잡아 내는 것이 이상적이라고 할 수 있다.

### 프리앰프 (Preamp)
피에조 픽업은 매우 높은 출력 임피던스를 지니고 있으며 전원과 직렬로 결합하여 커패시턴스의 모습을 띤다. 주파수 반응이 뭉게지지 않으려면 악기에 버퍼 앰프를 장착하는 것이 바람직하다. 피에조 픽업은 브릿지 밑에 넣기도 하나 브릿지 구조의 일부로 제작되는 경우도 있다.
피에조 픽업의 주파수 대역은 매그네틱 픽업에 비해 매우 넓은 편이고 출력 시그널 또한 높다. 이런 이유때문에, 출력 신호의 전압이 잘리지 (clipping) 않고 따라서 디스토션이 생기지 않으려면 9 볼트 정도의 높은 전원을 사용하는 버퍼 앰프가 필요하게 된다. 이 클립핑을 다소 “부드럽게” 만들기 위해 단일 FET 형의 앰프를 사용하는 경우도 있다. 이 경우 직선형의 옵앰프 (op-amp)를 사용하는 것에 비해 디스토션이 더 일찍 발생하지만 듣기에는 직직거리는 소리가 더 적고 잘 안들리게 된다. 연구결과[2]에 따르면 대부분의 사람들이 미리 알지 않고 두 경우의 소리를 들었을 때 FET 프리앰프와 op-amp 프래앰프 소리를 구분하지 못한다고 한다고 하며 이는 다른 연구결과들과 일치한다.
피에조일렉트릭 효과를 사용한 다른 초창기 픽업 기기를 알아 보고 싶으면phonograph 항목을 볼 것.

## 멀티 트랜스듀서 (다중변환) 픽업
헥사포닉 (hexaphonic. divided 픽업 혹은 polyphonic) 픽업 은 각각의 스트링마다 다른 아웃풋을 내어 주는 픽업이다. 각각 스트링마다 다른 증폭과 효과 처리가 가능하게 한다. 음정을 알아내는 기능, 그리고 미디 (MIDI (musical instrument digital interface)) 음표를 만들어 보낼 수 있는 기능과 흔히 결부되기도 한다. 헥사포닉 픽업과 이런 추가 기능이 결부되어 기타 신스 (guitar/synthesizer)에 사용이 된다.
이런 픽업은 드문 편이며 몇 종류만이 생산되고 있다. 헥사포닉 픽업에는 매그네틱과 피에조 픽업 둘 다 사용될 수 있다.

### 전자기식
- 롤랜드 Roland GK-2 (싱글 코일) 및 GK-2a (험버킹) 가 가장 잘 알려진 모델들이다. 롤랜드의 GR 기타 신세사이저에 연결해 사용할 수 있으며 제작시에 장착되어 출시되고 있다.
- 코플랜드 헥스 (by Rick Copeland). [1]

### 피에조식
- Shadow GTM-6
- AXON AIX-101
- Zeta Strados (violin) [2]
- Barbera transducers (바이올린, 첼로, 베이스 등.) [3]
- RMC Acoustic Gold pickup saddles & Poly-Drive II remote preamp (어쿠스틱 기타용) [4]
- RMC Acoustic Gold pickup saddles & Poly-Drive IV onboard preamp (어쿠스틱 기타용) [5]
- RMC Pow'r Bridge G pickup saddles (tune-o-matic) & Poly-Drive 1 onboard preamp (일렉트릭 기타용) [6]
- RMC Pow'r Bridge ST pickup saddles (strat-style) & Poly-Drive 1 onboard preamp (일렉트릭 기타용) [7]
- RMC Pow'r Bridge W pickup saddles (wilkinson) & Poly-Drive 1 onboard preamp (일렉트릭 기타용) [8]
- Ghost Bass Bridge [9]
- Graphtech Ghost Pickup System [10]

## 광 픽업
광픽업 (Optical pickups)은 비교적 최근에 시작된 것으로 스트링의 진동이 빛의 전달을 방해하는 것을 감지하는 방식에 기반을 두고 있다. 광원은 보통은LED이고, 감지 센서는 포토다이오드(photodiode) 아니면 포토트랜지스터(phototransistor)를 사용한다. 광픽업은 전자기파의 영향을 입지 않으며 매그네틱 픽업에 비해 훨씬 더 넓고 균일한 주파수 반응을 보인다.
광픽업은 1969년 시카고NAMM 쇼에서Ron Hoag [11]가 처음으로 선을 보였다.

## 활성, 비활성 픽업
픽업들은 활성(액티브) 이거나 비활성(패시브)이거나 둘 중의 하나이다. 광픽업을 빼고는 픽업들은 근본적으로 비활성 트랜스듀서에 속한다. 액티브 (활성) 픽업은 신호를 변환시키는 회로를 갖고 있다. 패시브 (비활성) 픽업은 자석을 감은 전선만으로 구성되어 있다. 외부 전원 없이도 전압을 만들 수 있으나 출력은 낮은 편이고 하모닉스 구성은 거의 코일의 제작방식에 의존한다.
패시브 픽업은 전원이 필요 없다는 편의성이 있다. 이 때문에 패시브 픽업은 일렉트릭 기타에서 가장 많이 사용되는 픽업이며 주파수 반응 도표는 제조사와 모델에 따라 각각이다.

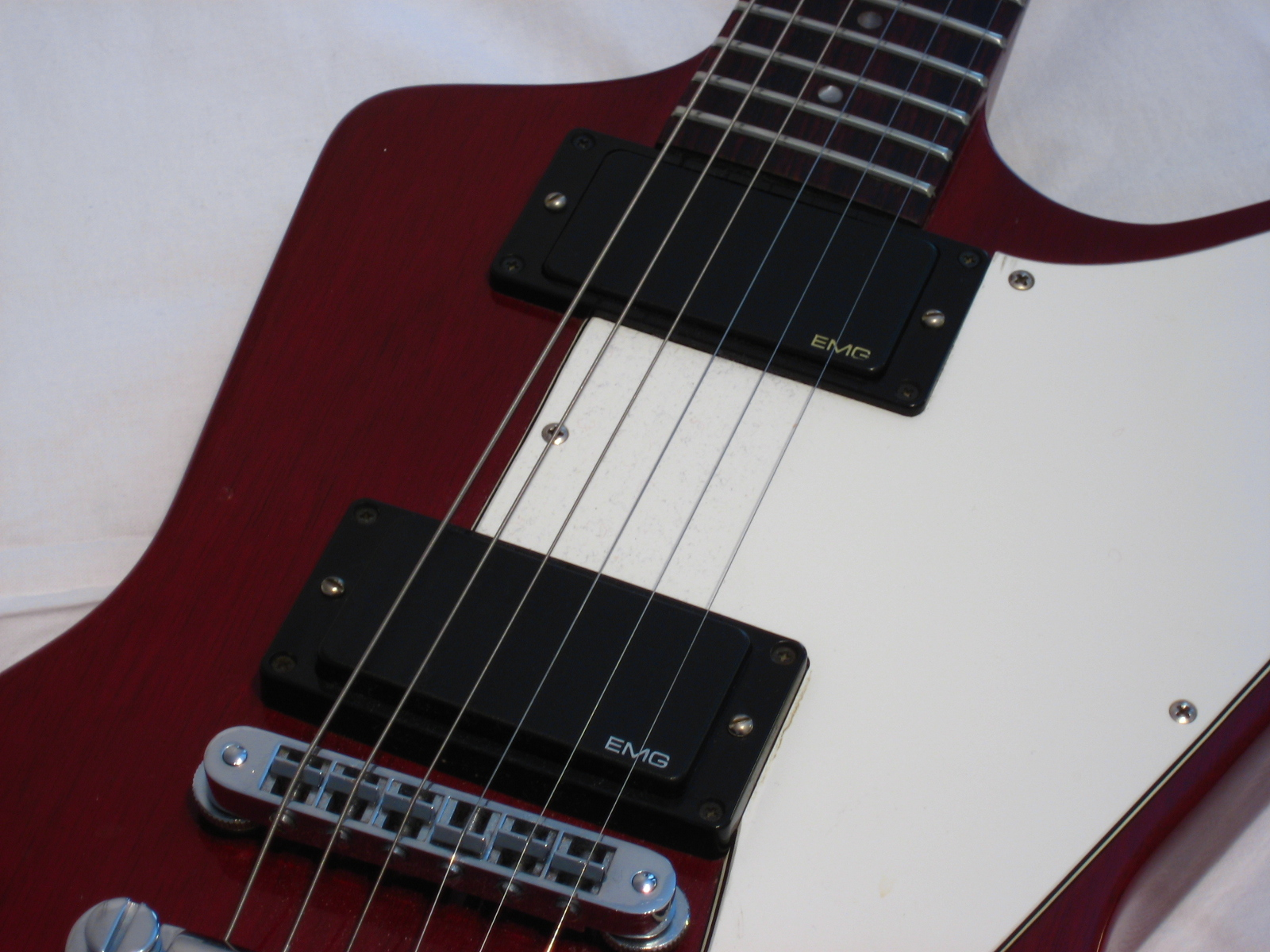

EMG 81 와 EMG 85 — 널리 사용되는 액티브 픽업의 예
액티브 픽업은 프리앰프, 액티브 필터, 액티브 EQ, 효과처리 등을 위한 전원이 필요하고 보통 9볼트 건전지를 1 혹은 2개 사용한다. 종종 훨씬 더 높은 출력을 낼 수 있으며 앰프까지 연결하는 케이블의 길이 또는 앰프 인풋의 특성 등에 덜 영향을 입는다. 액티브 회로와 함께 사용되는 매그네틱 픽업은 저출력, 저 인덕턴스형으로 제작되었으며 주파수 반응 도표도 더 평평한 모습을 보인다.
액티브 픽업의 단점은 배터리나 팬텀 파워를 사용해야 하는 전원의 문제, 가격, 특성없는 음색 등이다. 액티브 픽업의 안정적인 음색때문에 고가의 베이스 기타에서 많이 사용된다. 대부분의 피에조 픽업이나 광픽업은 액티브 회로를 사용하며 프리앰프의 사용이 불가피하다.
액티브 픽업의 장점은 유사한 사양의 패시브 픽업에 비해 음량이 커진다는 것이다. 또한 다이내믹 폭이 더 넓고 헤드룸도 는다. 패시프 픽업에 비해 액티브 픽업은 잡음과 험이 줄어 든다는 중요한 장점 외에도 액티브 픽업의 경우는 스트링이 접지 되어 있을 필요가 없다는 장점이 있다. 대부분의 일렉기타는 연주자의 신체의 일부가 스트링에 접촉할 때 감전의 위험에 노출이 되는데 액티브 픽업의 경우는 스트링 그라운드를 사용하지 않는다.

## 스테레오 및 다중 픽업
베이스기타의 각 픽업 부분별로 스테레오 아웃풋을 단 스테레오 베이스기타는 최초로 리켄배커사(Rickenbacker)에 의해 제조되었다. 넥 픽업이 따로 아웃풋이 있었고 브릿지 픽업도 따로 아웃풋이 있었다. 타이스코(Teisco)라는 회사는 기타에 스테레오 옵션을 제공했다. 타이스코는 위의 세 줄과 아래 세 줄을 분리한 방식을 사용했다. 기틀러사(Gittler guitar)는 각 줄에 한 개씨의 픽업으로 총 6개의 픽업을 단 실험적인 기타를 제작했다. 고! 팀(The Go! Team)은 텔레캐스터를 개조하여 윗 줄에 회전시킨 픽업을 달았으며 한 줄짜리 베이스 소리를 모방해 내었다.

## 추가 자료
- 싱글 코일 Single coil
- 험버커 Humbucker
- EMG
- 시모어 덩컨 Seymour Duncan
- 디마지오 DiMarzio
- 레이스 센서 Lace Sensor
- 매그네틱 회로 Magnetic circuit
- 립스틱 픽업 Lipstick pickup
- 전자학 주제목록 List of electronics topics
- 트랜스포머 Transformer
- Nominal impedance
- 리버브 (잔향) Reverberation
- Instrument amplifier
- 프리앰프 Preamplifier

## 같이 보기
- 전기 기타

## 노트
1. Tillman, Donald (2002).
2. Mottola, R.M. (2003). "A Listening Evaluation of Discrete vs Integrated Circuit Audio Preamplifiers in Stringed Musical Instruments". Journal of Musical Instrument Technology (23). https://web.archive.org/web/20090303144034/http://liutaiomottola.com/PrevPubs/Preamp/preamps.htm.

## 참고 문헌
- Brosnac, Donald (1980 a). Guitar Electronics: A Workbook. Ojai, CA: d.B. Music Co..
- Tillman, Donald (2002). Response Effects of Guitar Pickup Position and Width
- How to make a Humbucking Pickup for a Guitar (the hard way!) By John Fisher, http://galileo.spaceports.com/~fishbake/buck/humbuck.htm